# Entretenimiento deportivo

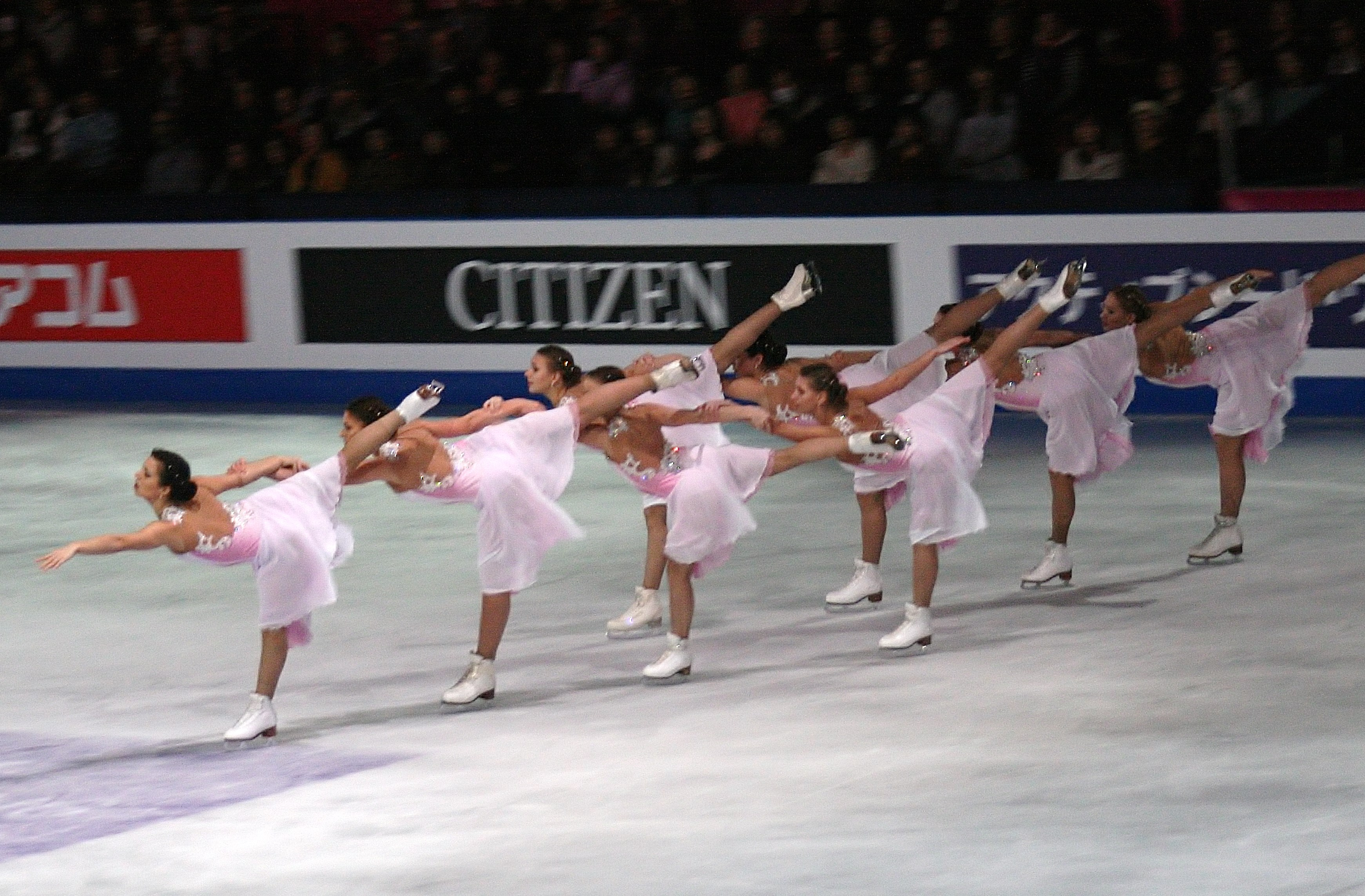
El patinaje sincronizado combina disciplinas deportivas (patinaje) con herramientas útiles para el entretenimiento (sincronización).

El entretenimiento deportivo es una forma de entretenimiento basada en un evento deportivo pero con más énfasis en los aspectos dramáticos, humorísticos o espectaculares que en una competencia atlética. Algunos de estos eventos ya tienen un ganador predeterminado, en otros se compite por ganar de acuerdo a las reglas establecidas en cada uno de ellos y algunos son puramente de exhibición.
El término tiene su origen en los años 1980 por el entonces presidente de WWF (hoy WWE), Vince K. McMahon como forma de promocionar a la empresa y con el fin de quedar libres de comisiones y costos de licencias.
A pesar de su asociación con WWE y otras empresas de lucha libre, el término también puede abarcar otras formas de eventos deportivos. Muchos representan variantes de deportes reales, como el baloncesto de exhibición con los Harlem Globetrotters. Otros modifican el deporte con fines de entretenimiento, como muchas de las diversas carreras de mascotas que se llevan a cabo en numerosos juegos de las Grandes Ligas de Béisbol entre entradas. El roller derby se presentó como una forma popular de entretenimiento deportivo en la década de 1970, aunque las versiones modernas son una competencia legítima.

## Deportes de entretenimiento
| - American Gladiators - Bossaball - Fisicoculturismo - Buceo - Surf - Ciclismo BMX - Motociclismo estilo libre - Half pipe - Harlem Globetrotters - Showbol | - Lucha libre profesional - Carrera de destrucción - Lucha en lodo - Battlebots - Roller derby - Monopatinaje - Slamball - Carreras de tractores - Monster Jam |